# Patricia del Soto i Traver
Patricia del Soto Traver (Esplugues de Llobregat, Baix Llobregat, 16 de desembre de 1980) és una jugadora de waterpolo catalana, i posteriorment entrenadora.
Jugadora en la posició de portera, va formar-se al Club Natació Esplugues. L'any 1995 va jugar al CE Mediterrani i el 1999 va fitxar pel Club Natació Sabadell, fet és considerat com un dels primers traspassos a nivell professional del waterpolo femení estatal. Durant aquest període va aconseguir set Lligues espanyoles, sis Copes de la Reina i diverses Lligues catalanes. La temporada 2005-06 va marxar a jugar a la lliga grega amb l'Ethnikos Pireaus, l'Olimpiakós i el Vouliagmeni, amb el qual va aconseguir dues Eurolligues (2009 i 2010) i dues Supercopes d'Europa (2010 i 2011). Internacional amb la selecció espanyola de waterpolo en 174 ocasions, va participar en quatre Campionats d'Europa (2001, 2003, 2006, 2008), aconseguint una medalla d'argent a l'Europeu de 2008; en quatre Campionats del Món (2003, 2005, 2007, 2009) i en cinc Lligues Mundials. Després de la seva retirada professional, el 2019 va incorporar-se al cos tècnic del CN Molins de Rei com a entrenadora de porters.
Entre d'altres distincions, va rebre la medalla de serveis distingits de bronze (2001), argent (2002) i or (2003) de la Reial Federació Espanyola de Natació i la medalla al mèrit esportiu de la Federació Catalana de Natació el 2004.

## Palmarès
Selecció espanyola
- 1 medalla d'argent al Campionat d'Europa de waterpolo: 2008

Clubs
- 2 Eurolliga femenina de la LEN: 2008-09, 2009-10
- 2 Supercopa d'Europa de waterpolo femenina: 2009-10, 2010-11
- 7 Lliga espanyola de waterpolo femenina: 1996-97, 1997-98, 1999-00, 2000-01, 2001-02, 2003-04, 2004-05
- 6 Copa espanyola de waterpolo femenina: 1996-97, 1997-98, 2000-01, 2001-02, 2003-04, 2004-05
- 5 Lliga catalana de waterpolo femenina: 1994-95, 1995-96, 1996-97, 1997-98, 2001-02
- 1 Lliga grega de waterpolo femenina: 2009–10